# Waldo Irving Burnett
Waldo Irving Burnett (* 12. Juli 1827 oder 1828 in Southborough, Massachusetts; † 1. Juli 1854 in Boston, Massachusetts) war ein US-amerikanischer Zoologe (Entomologie, Malakologie) und Mediziner (Histologie).

## Leben und Wirken
Waldo Irving Burnett war der Sohn des Arztes Joel Burnett und der Sarah Burnett. Im Sinne eines Wunderkindes studierte er überwiegend autodidaktisch Zoologie, insbesondere Entomologie, aber auch Mathematik und Französisch, Spanisch, Deutsch und weitere Sprachen, bevor er sich ab dem Alter von 16 Jahren von seinem Vater beziehungsweise nach dessen Tod unter Joseph Sargent an der Tremont Medical School und am Massachusetts General Hospital in Medizin ausbilden ließ. Um sich sein Studium zu finanzieren, arbeitete Burnett nebenbei als Lehrer. Er erwies sich als begabter Mikroskopeur und Essayist. 1847 und 1848 gewann er jeweils den Preis der Boylston Medical Society für das beste medizinische Essay. 1848 war er Mitglied der American Association for the Advancement of Science, 1849 deren Sekretär der Abteilung für Zoologie. 1849 erhielt Burnett im Alter von 21 Jahren den M.D. als Abschluss des Medizinstudiums, um kurz darauf zu Studienzwecken nach Europa aufzubrechen. In Paris wurde bei ihm eine Tuberkulose festgestellt.
Aus gesundheitlichen Gründen wurde Burnett ein „Wandergelehrter“. Während er überwiegend in Boston lebte, verbrachte er die Winter in South Carolina, Georgia oder Florida. Er machte sich mit seinen mikroskopischen Arbeiten einen Namen und gilt – trotz seiner kurzen Lebensspanne – als eine der führenden Figuren der mikroskopischen Anatomie und Pathologie des 19. Jahrhunderts in den Vereinigten Staaten. 1851 wurde Burnett als Mitglied in die American Academy of Arts and Sciences gewählt. 1853 wurde in den Transactions of the American Medical Association sein Aufsatz The Cell: Its Physiology, Pathology, and Philosophy mit dem Umfang eines Lehrbuches (185 Seiten) veröffentlicht.
Burnett starb kurz vor seinem 26. (oder 27.) Geburtstag an Tuberkulose. Bis zu seinem Tod hatte er etwa 60 wissenschaftliche Arbeiten veröffentlicht.